# Marshall Berman
Marshall Berman (anglès: Marshall Howard Berman)  (Bronx, 24 de novembre de 1940 - Manhattan, 11 de setembre de 2013) va ser un filòsof i escriptor marxista humanista estatunidenc. Va ser professor de ciències polítiques al City College de Nova York i al Graduate Center de la City University de Nova York, ensenyant filosofia política i urbanisme.

## Biografia
Marshall Berman va néixer a la ciutat de Nova York el 24 de novembre de 1940 i va passar la seva infància a Tremont, aleshores un barri predominantment jueu del South Bronx. Els seus pares Betty i Murray Berman (ambdós fills d'immigrants jueus d'Europa de l'Est) eren propietaris de la Betmar Tag and Label Company. El seu pare va morir d'un atac de cor als 48 anys a la tardor de 1955, poc després que la família s'hagués traslladat al barri de Kingsbridge del Bronx. Berman va assistir a la Bronx High School of Science, i va ser alumne de la Universitat de Colúmbia, llicenciant-se en Lletres a la Universitat d'Oxford on va ser estudiant de Sir Isaiah Berlin. Berman va completar el seu doctorat en Filosofia a la Universitat Harvard el 1968. Va començar a treballar al City College el 1968 on va ensenyar fins a la seva mort. Va formar part del consell de redacció de Dissent i va ser col·laborador habitual de The Nation, The New York Times Book Review, Bennington Review, New Left Review, New Politics i al Voice Literary Supplement.
A Adventures in Marxism, Berman explica com, mentre era un estudiant de la Universitat de Colúmbia el 1959, el descobriment casual dels manuscrits econòmics i filosòfics de Karl Marx de 1844 va representar una revelació i una inspiració, i es va convertir en el fonament de tota la seva futura tasca. Aquest to personal perdura a la seva obra, relacionant les tendències històriques amb observacions i inflexions individuals d'una situació determinada. Berman és més conegut pel seu llibre All That Is Solid Melts in Air. Alguns altres dels seus llibres són The Politics of Authenticity, Adventures in Marxism, On the Town: A Cent Years of Spectacle in Times Square (2006). La seva darrera publicació va ser la "Introducció" a l'edició de The Communist Manifest de Penguin Classics. També als anys 2000, Berman va coeditar (amb Brian Berger) una antologia, New York Calling: From Blackout To Bloomberg, per a la qual va escriure l'assaig introductori. Berman també va participar en el documental de vuit parts de la marca emblemàtica de Ric Burns titulat "Nova York".
Va morir l'11 de setembre de 2013 d'un atac de cor. Segons el seu amic i company Todd Gitlin, Berman va patir un atac de cor mentre menjava a un dels seus restaurants preferits del Upper West Side, el Metro Diner.

## Modernitat i modernisme
Durant la darrera meitat del segle xx, el discurs filosòfic es va centrar en qüestions de modernitat i les actituds i filosofies culturals envers la condició moderna. Berman va proposar la seva pròpia definició del modernisme per contrarestar les filosofies postmodernes.
| « | Uns altres creuen que les formes realment distintives de l'art i el pensament contemporanis han fet un salt quàntic més enllà de totes les sensibilitats diverses del modernisme i es van guanyar el dret a anomenar-se "postmodernes". Vull respondre a aquestes afirmacions antitètiques però complementàries fent un repàs a la visió de la modernitat amb què va començar aquest llibre. Ser modern, vaig dir, és experimentar la vida personal i social com a punt de mira, trobar el món i la pròpia entitat en una desintegració i renovació perpètua, problemes i angoixa, ambigüitat i contradicció: formar part d'un univers en què tot allò que és sòlid. es fon a l'aire. Ser modernista és que casa seva es converteixi en un remolí, fer els seus ritmes propis, moure’s dins dels seus corrents a la recerca de les formes de realitat, de bellesa, de llibertat, de justícia, que el seu fluid i perillós ritme permeti. | » |

La visió del modernisme de Berman està en desacord amb el postmodernisme. Parafrasejant a Charles Baudelaire i Michel Foucault va definir l'actitud de la modernitat com "la irònica heroïtzació del present". Berman veia el postmodernisme com una cambra de ressonància sense ànims i desesperançada. Va abordar això concretament en la seva introducció a la reimpressió de 1988 de All That Is Solid Melts Into Air:
| « | Es pot dir que els post-modernistes van desenvolupar un paradigma que col·lisiona fortament amb el d'aquest llibre. He defensat que la vida i l'art i el pensament moderns tenen la capacitat d'autocrítica i auto-renovació perpètua. Els post-modernistes mantenen que l'horitzó de la modernitat està tancat, les seves energies esgotades, de fet, que la modernitat és passiva. El pensament social postmodernista desbarata totes les esperances col·lectives de progrés moral i social, de llibertat personal i felicitat pública que ens van llegar els modernistes de la Il·lustració del segle xviii. Aquestes esperances, segons els modernistes, s'han demostrat fallides, i en el millor dels casos són fantasies vanes i inútils. | » |

La visió del modernisme de Berman també entra en conflicte amb l'antimodernisme segons el crític George Scialabba, que es veu persuadit per la crítica de Berman al postmodernisme però troba que el desafiament als antimodernistes és més problemàtic. Scialabba admira la postura de Berman com a escriptor i pensador, titllant-lo de "seriós i demòcrata", capaç de suportar el repte antimodernista com ha estat plantejat per Christopher Lasch i Jackson Lears. Però Scialabba també creu que Berman "mai no s'enfronta plenament a la possibilitat del nihilisme".